# Мусульмане, поддерживающие Израиль
Мусульмане, поддерживающие Израиль — это люди, исповедующие ислам и выражающие политическую, дипломатическую, гуманитарную или идеологическую поддержку Государству Израиль. Поддержка может проявляться в различных формах, включая признание права Израиля на существование, участие в мирных инициативах по палестино-израильскому вопросу, сотрудничество в экономической, научной или культурной сферах, а также в противодействии антисемитизму.
Примеры мусульман, поддерживающих Израиль, включают государства, отдельных общественных деятелей, религиозных лидеров и представителей диаспор.
Cреди стран с большинством мусульманского населения Израиль на официальном уровне признают Албания, Азербайджан, Бахрейн, Босния и Герцеговина, Государство Палестина (частично признанное государство), Буркина-Фасо, Гвинея-Бисау, Киргизия, Казахстан, Косово (частично признанное государство), Марокко, Объединённые Арабские Эмираты, Судан, Таджикистан, Туркменистан, Турция, Узбекистан, Чад, Иордания и Египет

## История

### XX век
После Первой мировой войны король Хиджаза и шериф Мекки Али ибн Хусейн и его сын король Ирака Фейсал I, провозглашали поддержку создания «дома для евреев» на территории региона Земли Израильской.
3 января 1919 года будущий король Фейсал и Хаим Вейцман, президент Всемирной сионистской организации, подписали cоглашение Вейцмана — Фейсала об арабо-еврейском сотрудничестве, в котором Фейсал принял Декларацию Бальфура, основанную на британских военных обещаниях о создании еврейской государства или автономии в Палестине. Король Фейсал соглашался не мешать миграции евреев в Палестину в обмен на еврейскую помощь в создании инфраструктуры в регионе, который должен был стать частью большого арабского государства. Соглашение считается утратившим силу из-за соглашенияя Сайкса — Пико от 1916 года между Великобританией и Францией по разделу сфер влияния на Ближнем Востоке.

## Поддержка Израиля среди израильских мусульман

### Бедуины
Негевские бедуины — это мусульманское меньшинство, включающее около 12% израильских арабов. Они склонны больше идентифицировать себя как израильтян, чем арабов. Многие бедуины Негева служат в Армии обороны Израиля, хотя не обязаны делать это. Ежегодно от 5% до 10% бедуинов призывного возраста добровольно идут в армию).
Во время формирования палестинского арабского национального движения бедуины часто воспринимали свое племя как главный центр своей идентичности и, как правило, не рассматривали себя как часть формирующейся палестинской нации.
Когда началась арабо-израильская война 1947–1949 годов, часть племён бедуинов была союзна Израилю, а какая-то часть воевала на стороне арабов. В мае 1948 года с приходом информации о надвигающемся приходе египетской армии практически все бедуинские племена откочевали с территории Негева. После военных успехов Израиля, особенно после взятия Беэр-Шевы, бедуины, осознав поражение арабских сил, начали пытаться вернуться на свои земли. Осенью 1948 года более 10,000 бедуинов (в основном, из союзных Израилю племен) получили разрешение вернуться. Однако, возвращались и те бедуины, которым не было выдано разрешение на возврат.
С 1948 года бедуины служили в Армии обороны Израиля в большом количестве, в основном в разведывательных подразделениях. В 1970 году в было создано Бедуинское разведывательное подразделение было создано. В 1986 году было сформировано пустынное разведывательное подразделение. В 2003 году сформировала несколько специализированных «поисково-спасательных» подразделений для обслуживания жителей арабских, бедуинских и друзских общин в Израиле.
В Галилее есть памятник, посвященный вкладу бедуинских солдат в Израиль и его армию.
Исмаил Халди, первый бедуинский дипломат в Министерстве иностранных дел Израиля, сказал в интервью американскому новостному издательству SFGate:
Я — гордый израильтянин. Как и многие другие израильтяне нееврейского происхождения, друзы, бахаи, бедуины, христиане и мусульмане, я живу в одном из самых культурно разнообразных обществ и единственной настоящей демократии на Ближнем Востоке. Как и США, израильское общество далеко от совершенства, но давайте будем честны. По любым критериям, которые можно выбрать, образовательные возможности, экономическое развитие, права женщин и геев, свобода слова и собраний, законодательное представительство, меньшинства Израиля живут гораздо лучше, чем в любой другой стране на Ближнем Востоке

### Черкесы
Черкесы в Израиле представляют собой меньшинство преимущественно мусульман-суннитов. У них были хорошие отношения с еврейской общиной в Израиле с самого начала переселения евреев на территорию Палестины. Черкесская община в Израиле помогала нелегальной иммиграции евреев во время Британского мандата и сражалась на израильской стороне в Палестинской войне 1947–1949 годов.
В 1878 году черкесские изгнанники основали деревню Реханию (в девяти милях к северу от Цфата), а в 1876 году деревню Кфар-Каму (в 13 милях к юго-западу от Тверии).
Деревня Кфар-Кама сотрудничала с близлежащими еврейскими общинами, оставаясь нейтральной во время первой арабо-израильской войны. Рихания, с другой стороны, помогала арабским повстанцам во время восстания 1936–39 годов и позже подозревалась в сотрудничестве с арабскими армиями. В августе 1948 года 65 черкесов из Кфар-Камы присоединились к первой бригаде «Голани» Армии обороны Израиля. Позже 25 мужчин из Рихании также пошли служить. Черкесы, наряду с друзами, начали призываться в Армию обороны Израиля (ЦАХАЛ) в 1958 году. Призыв черкесов должен был продемонстрировать, что государство может интегрировать мусульман в свое общество.
Многие черкесы в Израиле поныне работают в силах безопасности, в том числе в Пограничной охране, Армии обороны Израиля, полиции и Тюремной службе Израиля.

### Арабы
Опрос, проведенный Институтом Трумэна в 2005 году, показал, что 63% арабских граждан принимают, что Израиль является государством еврейского народа. В опросе 2012 года, проведенном Еврейско-арабским центром при Хайфском университете, «Индекс еврейско-арабских отношений в Израиле 2012», 75% израильских арабов заявили, что Израиль имеет право на существование как независимое государство, а 48% что они могли бы поддержать его существование как демократического еврейского государства.